# Deputati della XIX legislatura del Regno d'Italia
Questo elenco riporta i nomi dei deputati della XIX legislatura del Regno d'Italia.

## A
- Enrico Accinni
- Giulio Adamoli
- Achille Afan de Rivera
- Gregorio Agnini
- Francesco Aguglia
- Michele Amadei
- Francesco Ambrosoli
- Antonio Angiolini
- Alessandro Anselmi
- Ottavio Anzani
- Pietro Aprile Nicastro Hernandez Gravina
- Giorgio Arcoleo
- Bernardo Arnaboldi Gazzaniga
- Emanuele Artom di Sant'Agnese

## B
- Alfredo Baccelli
- Guido Baccelli
- Nicola Badaloni
- Alfonso Badini Confalonieri
- Nicola Balenzano
- Pietro Baragiola
- Oreste Baratieri
- Augusto Barazzuoli
- Nicola Barbato
- Alberto Barracco
- Salvatore Barzilai
- Gian Lorenzo Basetti
- Giovacchino Bastogi
- Luca Beltrami
- Bortolo Benedini
- Salvatore Bentivegna
- Agostino Berenini
- Giuseppe Berio
- Cesare Bernabei
- Alfredo Bertesi
- Antonio Bertoldi
- Pietro Bertolini
- Tomaso Bertollo
- Giovanni Bettolo
- Giuseppe Biancheri
- Pasquale Billi
- Roberto Biscaretti di Ruffia
- Leonida Bissolati Bergamaschi
- Emilio Bocchialini
- Giacomo Bogliolo
- Raffaele Bombrini
- Teodorico Bonacci
- Giuseppe Bonacossa
- Giuseppe Bonajuto Paternò Castello
- Pietro Bonanno
- Massimo Bonardi
- Ruggiero Bonghi
- Lelio Bonin Longare
- Carlo Borgatta
- Luigi Borsarelli di Rifreddo
- Garibaldi Bosco
- Paolo Boselli
- Giovanni Bovio
- Giuseppe Bracci Testasecca
- Ascanio Branca
- Camillo Brena
- Benedetto Brin
- Angelo Broccoli
- Eugenio Brunetti
- Gaetano Brunetti
- Adolfo Brunicardi
- Pietro Bruno
- Francesco Budassi
- Carlo Buttini

## C
- Giovanni Cadolini
- Onorato Caetani di Sermoneta
- Pietro Antonio Cafiero
- Clemente Caldesi
- Luigi Callaini
- Enrico Calleri
- Stefano Calpini
- Ferdinando Calvanese
- Gaetano Calvi
- Biagio Camagna
- Tommaso Cambray Digny
- Giovanni Camera
- Emilio Campi
- Giovanni Canegallo
- Apelle Cantalamessa
- Luigi Canzi
- Antonio Cao Pinna
- Luigi Capaldo
- Alberto Capilupi de' Grado
- Antonio Capoduro
- Michele Capozzi
- Vincenzo Cappelleri
- Raffaele Cappelli
- Giuseppe Capruzzi
- Paolo Carcano
- Francesco Carenzi
- Angelo Antonio Carlomagno
- Pietro Carmine
- Attilio Carotti
- Aniello Alberto Casale
- Alessandro Casalini
- Severino Casana
- Pietro Casilli
- Carlo Castelbarco Albani
- Alberto Castoldi
- Paolo Castorina
- Carlo Cavagnari
- Felice Cavallotti
- Angelo Celli
- Lodovico Ceriana Mayneri
- Giuseppe Cerulli Irelli
- Giuseppe Cerutti
- Alfredo Chiappero
- Felice Chiapusso
- Emidio Chiaradia
- Michele Chiesa
- Bruno Chimirri
- Luigi Chinaglia
- Ernesto Cianciolo
- Giacinto Cibrario
- Camillo Cimati
- Benedetto Cirmeni
- Antonio Civelli
- Pasquale Clemente
- Paolo Clementini
- Francesco Cocco Ortu
- Francesco Cocito
- Federico Cocuzza
- Giuseppe Cognata
- Federico Colajanni
- Napoleone Colajanni
- Guardino Colleoni
- Girolamo Colombo Quattrofrati
- Giuseppe Colombo
- Prospero Colonna
- Gaspare Colosimo
- Pasquale Colpi
- Giuseppe Comandù
- Gennaro Compagna
- Carlo Compans de Brichanteau
- Luigi Contarini
- Emilio Conti
- Michele Coppino
- Raffaele Corsi
- Alessandro Costa
- Andrea Costa
- Settimio Costantini
- Niccola Costella
- Vittorio Cottafavi
- Luigi Credaro
- Secondo Cremonesi
- Francesco Crispi
- Luigi Cucchi
- Giovanni Curioni

## D
- Nicola d'Alife Gaetani
- Giuseppe D'Andrea
- Pietro D'Ayala Valva
- Carlo d'Ippolito
- Luchino Dal Verme
- Abele Damiani
- Edoardo Daneo
- Gian Carlo Daneo
- Gualtiero Danieli
- Luigi Dari
- Mansueto De Amicis
- Luigi De Andreis
- Vito De Bellis
- Vincenzo De Bernardis
- Vincenzo De Blasio Di Palizzi
- Luigi De Blasio
- Malachia De Cristoforis
- Giuseppe de Felice Giuffrida
- Michele De Gaglia
- Pietro De Giorgio
- Antonio De Leo
- Ippolito Onorio De Luca
- Errico De Marinis
- Giacomo De Martino
- Vito Nicola De Nicolò
- Vincenzo De Nittis
- Fedele De Novellis
- Giuseppe De Riseis
- Luigi De Riseis
- Ottavio De Salvio
- Girolamo Del Balzo
- Giacomo Del Giudice
- Giovanni Della Rocca
- Pietro Delvecchio
- Luigi Dentice di Frasso
- Giovanni Di Belgioioso (Quarto)
- Ernesto Di Broglio
- Giuseppe Di Lenna
- Giovanni Battista Di Lorenzo
- Alessandro Di Rovasenda
- Antonio Starabba, marchese di Rudinì
- Gennaro Di San Donato (Sambiase San Severino)
- Antonino Di San Giuliano Paternò Castello
- Ugo di Sant'Onofrio del Castillo
- Luigi Diligenti
- Giovanni Donadoni
- Carlo Donati

## E
- Augusto Elia
- Adolfo Engel
- Giuseppe Episcopo
- Paolo Ercole

## F
- Giovanni Facheris
- Luigi Facta
- Achille Fagioli
- Nicola Falconi
- Cesare Fani
- Camillo Fanti
- Nicola Farina
- Francesco Farinet
- Giuseppe Fasce
- Francesco Fazi
- Francesco Fede
- Ruggero Ferracciù
- Luigi Ferrari
- Maggiorino Ferraris
- Cesare Ferrero di Cambiano
- Enrico Ferri
- Antonio Ferrucci
- Massimo Fiamberti
- Paolo Figlia
- Ignazio Filì Astolfone
- Camillo Finocchiaro Aprile
- Carlo Fisogni
- Vincenzo Flauti
- Filippo Florena
- Alessandro Fortis
- Giustino Fortunato
- Domenico Fracassi di Torre Rossano
- Leopoldo Franchetti
- Giuseppe Frascara
- Gustavo Freschi
- Secondo Frola
- Lodovico Fulci
- Nicolò Fulci
- Alfonso Fusco
- Ludovico Fusco
- Guido Fusinato

## G
- Antonio Gaetani di Laurenzana
- Luigi Gaetani di Laurenzana
- Tancredi Galimberti
- Arturo Galletti di Cadilhac
- Carlo Gallini
- Roberto Galli
- Nicolò Gallo
- Giuseppe Gallotti
- Pietro Gamba Ghiselli
- Filippo Garavetti
- Menotti Garibaldi
- Federico Garlanda
- Lodovico Gavazzi
- Luigi Gemma
- Eutimio Ghigi
- Vittorio Giaccone
- Emilio Giampietro
- Bartolomeo Gianolio
- Emanuele Gianturco
- Carlo Ginori Lisci
- Giovanni Giolitti
- Cesare Gioppi
- Giuseppe Giordano Apostoli
- Giorgio Giorgini Diana
- Edoardo Giovanelli
- Gaetano Giuliani
- Girolamo Giusso
- Luigi Goja
- Carlo Gorio
- Domenico Grandi
- Michele Grassi Pasini
- Bernardino Grimaldi
- Pasquale Grippo
- Federigo Grossi
- Francesco Gualerzi
- Cornelio Guerci
- Francesco Guicciardini
- Antonio Guj

## I
- Matteo Renato Imbriani Poerio

## L
- Pietro Lacava
- Ignazio Lampiasi
- Pietro Lanza di Trabia
- Stefano Carlo Lausetti
- Giuseppe Lazzaro
- Pietro Leali
- Raffaele Leonetti
- Giuseppe Licata
- Francesco Lo Re
- Nicola Lo Re
- Carlo Lochis
- Vincenzo Edoardo Lojodice
- Augusto Lorenzini
- Francesco Lovito
- Piero Lucca
- Salvatore Lucca
- Alfonso Lucifero
- Ippolito Luzzati
- Luigi Luzzatti
- Attilio Luzzatto
- Riccardo Luzzatto

## M
- Ferruccio Macola
- Edoardo Magliani
- Camillo Mancini
- Giuseppe Manfredi
- Ettore Mangani
- Gennaro Manna
- Annibale Marazio di Santa Maria Bagnolo
- Fortunato Marazzi
- Giuseppe Marcora
- Luigi Marescalchi Gravina
- Alfonso Marescalchi
- Luigi Mariani
- Giovanni Marinelli
- Ignazio Marsengo-Bastia
- Giovanni Martinelli
- Ferdinando Martini
- Vincenzo Marzin
- Gaetano Marzotto
- Filippo Masci
- Francesco Paolo Materi
- Giuseppe Matteini
- Francesco Matteucci
- Pilade Mazza
- Michele Mazzella
- Bartolomeo Mazzino
- Matteo Mazziotti
- Francesco Meardi
- Ferdinando Mecacci
- Francesco Medici
- Isidoro Mel
- Elio Melli
- Paolo Menafoglio
- Carlo Menotti
- Ferruccio Mercanti
- Luigi Merello
- Giovanni Mestica
- Camillo Mezzanotte
- Luigi Alfonso Miceli
- Cino Michelozzi
- Tullio Minelli
- Marco Miniscalchi Erizzo
- Nicola Miraglia
- Pietro Mirto Seggio
- Stanislao Mocenni
- Alessandro Modestino
- Pompeo Gherardo Molmenti
- Francesco Montagna
- Luigi Morandi
- Gismondo Morelli Gualtierotti
- Enrico Morelli
- Enrico Costantino Morin
- Elio Morpurgo
- Antonio Moscioni
- Angelo Muratori
- Pasquale Murmura
- Giuseppe Mussi

## N
- Luigi Napodano
- Nunzio Nasi
- Filippo Nicastro Ventura
- Ippolito Niccolini
- Pietro Nocito

## O
- Salvatore Omodei Ruiz
- Francesco Orsini Baroni
- Edoardo Ottavi

## P
- Francesco Pace
- Roberto Paganini
- Francesco Pais Serra
- Tommaso Palamenghi Crispi
- Romualdo Palberti
- Raffaele Palizzolo
- Carlo Italo Panattoni
- Beniamino Pandolfi Guttadauro
- Pietro Pansini
- Edoardo Pantano
- Angelo Papadopoli
- Ulisse Papa
- Salvatore Parpaglia
- Carlo Pascale
- Alessandro Pascolato
- Giuseppe Pasolini Zanelli
- Alceo Pastore
- Angelo Pavia
- Giuseppe Pavoncelli
- Giuseppe Pellegrino
- Silvio Pellerano
- Guglielmo Penna
- Oreste Pennati
- Giacomo Peroni
- Giulio Peyrot
- Alarico Piatti
- Silvestro Picardi
- Vincenzo Piccolo Cupani
- Rodolfo Pierotti
- Alfonso Pignatelli
- Emilio Pinchia
- Enrico Pini
- Giuseppe Pinna
- Felice Piovene
- Vincenzo Pipitone
- Giacomo Pisani
- Pasquale Placido
- Giuseppe Poggi
- Giovanni Poli
- Guido Pompilj
- Niccolò Antonio Pottino
- Domenico Pozzi
- Camillo Prampolini
- Nicolò Priario
- Giulio Prinetti di Merate
- Achille Pucci
- Giacinto Pullino
- Leopoldo Pullè

## Q
- Angelo Quintieri

## R
- Domenico Raccuini
- Ercole Radice
- Edilio Raggio
- Roberto Rampoldi
- Carlo Randaccio
- Luigi Rava
- Giuseppe Reale
- Paolo Ricci
- Vincenzo Ricci
- Carlo Ridolfi
- Antonio Rinaldi
- Enrico Riola
- Carlo Rizzetti
- Valentino Rizzo
- Marco Rocco
- Leone Romanin Jacur
- Adelelmo Romano
- Antonio Roncalli
- Scipione Ronchetti
- Pietro Rosano
- Giuseppe Rossi Milano
- Rodolfo Rossi
- Giovanni Roxas
- Giulio Rubini
- Ferdinando Ruffo
- Ernesto Ruggieri Buzzaglia
- Giuseppe Ruggieri
- Gaetano Rummo
- Pietro Russitano

## S
- Gualtiero Sacchetti
- Ettore Sacchi
- Giuseppe Sacconi
- Antonio Salandra
- Francesco Salaris
- Italo Salsi
- Maurizio Salvo
- Adolfo Sanguinetti
- Giacomo Sani
- Severino Sani
- Felice Santini
- Alberto Sanvitale
- Vincenzo Saporito
- Rocco Scaglione
- Enrico Scalini
- Augusto Scaramella Manetti
- Gaetano Schiratti
- Domenico Sciacca Della Scala
- Andrea Scotti
- Tommaso Senise
- Ottavio Serena
- Gregorio Vincenzo Serrao
- Umberto Serristori Tozzoni
- Giovanni Severi
- Ferdinando Siccardi
- Provvido Siliprandi
- Augusto Silvestrelli
- Giulio Silvestri
- Luigi Simeoni
- Paolo Emilio Sineo
- Ettore Socci
- Andrea Sola Cabiati
- Giovanni Maria Solinas Apostoli
- Sidney Costantino Sonnino
- Pietro Sormani
- Enrico Soulier
- Beniamino Spirito
- Francesco Spirito
- Baldassarre Squitti
- Enrico Stelluti Scala
- Gianforte Suardi
- Alessio Suardo

## T
- Gaetano Tacconi
- Roberto Talamo
- Paolo Taroni
- Camillo Tassi
- Sebastiano Tecchio
- Raffaele Terasona
- Ignazio Testasecca
- Lorenzo Tiepolo
- Domenico Tinozzi
- Tommaso Tittoni
- Guido Tizzoni
- Antonio Giovanni Toaldi
- Nicola Tondi
- Stanislao Torlonia
- Rinaldo Tornielli di Borgo Lavezzaro
- Michele Torraca
- Filippo Torrigiani Guadagni
- Pietro Tortarolo
- Gian Tommaso Tozzi
- Alberto Treves de Bonfili
- Francesco Trinchera
- Demetrio Tripepi
- Francesco Tripepi
- Pietro Paolo Trompeo
- Filippo Turati
- Giorgio Turbiglio
- Sebastiano Turbiglio
- Mauro Turrisi

## U
- Errico Ungaro

## V
- Paolo Vagliasindi Del Castello
- Angelo Valle
- Gregorio Valle
- Eugenio Valli
- Gino Vendemini
- Francesco Vendramini
- Michele Verzillo
- Achille Vetroni
- Augusto Vienna
- Tommaso Villa
- Nicola Vischi
- Alfonso Visocchi
- Tommaso Vitale
- Francesco Vizioli
- Roberto Vollaro De Lieto

## W
- Giuseppe Weil Weiss
- Leone Wollemborg

## Z
- Egisto Zabeo
- Domenico Zainy Vigliena Montespin
- Giuseppe Zanardelli
- Pietro Giuseppe Zavattari
- Federico Zuccari (politico)